# Мар'яна Ро
Мар'яна Вікторівна Рожкова (рос. Марьяна Викторовна Рожкова, більш відома як Мар'яна Ро, нар. 7 жовтня 1999, Южно-Сахалінськ, Росія) — російська відеоблогерка та співачка.

## Життєпис
Народилась 7 жовтня 1999 року в Южно-Сахалінську, жила в Японії. Батько — родом з України. У 2015 році переїхала в Москву. Має старшого брата Мирослава і молодшу сестру Маресю.
Стала відомою завдяки стосункам з українським відеоблогером Івангаєм (Іваном Рудським), жила з ним в Лос-Анджелесі, після чого повернулася в Москву.
З жовтня 2017 року зустрічається з репером Face (Іваном Дрьоміним), згодом пара одружилась.
З січня 2022 року проживає в Японії.

## Дискографія

### Сингли
| Рік  | Назва                             | Альбом               |
| ---- | --------------------------------- | -------------------- |
| 2015 | «Идиоты»                          | Сингли поза альбомом |
| 2017 | «Мега-звезда» (спільно з Fat Cat) | Сингли поза альбомом |
| 2018 | «Вжух 2.0»                        | Сингли поза альбомом |
| 2018 | «Cartier»                         | Сингли поза альбомом |
| 2018 | «Помоги мне»                      | Princess             |
| 2019 | «Surprise»                        | Princess             |
| 2019 | «Пох»                             | Princess             |
| 2019 | «Чёрные розы»                     | Сингли поза альбомом |
| 2019 | «Загадай»                         | Сингли поза альбомом |
| 2020 | «В прошлом»                       | Сингли поза альбомом |
| 2020 | «Ice»                             | Сингли поза альбомом |
| 2020 | «Внутри»                          | Сингли поза альбомом |
| 2021 | «Красным мелом»                   | Сингли поза альбомом |

## Відеографія
| Рік  | Кліп                              | Режисер          | Альбом      |
| ---- | --------------------------------- | ---------------- | ----------- |
| 2017 | «Вжух, как это клёво!»            | Невідомо         | Без альбому |
| 2017 | «Мега-звезда» (спільно з Fat Cat) | Невідомо         | Без альбому |
| 2018 | «Вжух 2.0»                        | Невідомо         | Без альбому |
| 2018 | «Cartier»                         | Макс Шишкін      | Без альбому |
| 2018 | «Помоги мне»                      | Яна Малік        | Princess    |
| 2019 | «Surprise»                        | Яна Малік        | Princess    |
| 2019 | «Пох»                             | Яна Малік        | Princess    |
| 2019 | «Загадай»                         | Олександр Самбур | Без альбому |
| 2020 | «Ice»                             | Яна Малік        | Без альбому |
| 2021 | «Красным мелом»                   | Невідомо         | Без альбому |

## Фільмографія
| Рік  |   | Українська назва | Оригінальна назва | Роль                                                                |
| ---- | - | ---------------- | ----------------- | ------------------------------------------------------------------- |
| 2016 | ф | Зламати блогерів | Взломать блогеров | в ролі самої себе                                                   |
| 2017 | с | -                | Hype Camp         | член жюрі у відборі учасників в Москві та гість в одному з випусків |